# Draconema haswelli
Draconema haswelli is een rondwormensoort uit de familie van de Draconematidae. De wetenschappelijke naam van de soort is voor het eerst geldig gepubliceerd in 1918 door Irwin-Smith.